# José de Urrea
José de Urrea (19 de março de 1797 - 1 de agosto de 1849) foi um notável General da República do México. Ele lutou com Antonio López de Santa Anna, durante a Revolução do Texas. As forças de Urrea nunca foram derrotados em combate.